# Curios elongatus
Curios elongatus is een keversoort uit de familie glimwormen (Lampyridae). De wetenschappelijke naam van de soort werd voor het eerst geldig gepubliceerd in 1998 door Jeng & P.-S. Yang.